# Peter Cameron (Schriftsteller)
Peter Cameron (* 29. November 1959 in Pompton Plains, New Jersey) ist ein US-amerikanischer Autor von Romanen und Novellen.

## Leben
Cameron wuchs in Pompton Plains, New Jersey, und in London, Vereinigtes Königreich, auf. Er studierte am Hamilton College im Bundesstaat New York und schloss sein Studium 1982 mit einem B.A. in Englischer Literatur ab. 1983 verkaufte er seine erste Kurzgeschichte an die Zeitschrift The New Yorker und veröffentlichte dort in den nächsten Jahren zehn weitere Geschichten. Dies führte 1986 zur Veröffentlichung seines ersten Buches, einer Sammlung von Geschichten mit dem Titel One Way or Another. 1988 wurde Cameron engagiert, einen Serienroman für das Magazin 7 Days zu schreiben. Aus dieser Serie, für die jede Woche ein Kapitel geschrieben und veröffentlicht wurde, entstand 1989 Leap Year, ein Roman über Leben und Liebe in New York City in den 1980er Jahren. Seitdem veröffentlichte Cameron kontinuierlich Romane und Novellen, die in zahlreiche Sprachen übersetzt wurden. Von einigen Werken entstanden auch Verfilmungen.
Außerdem ist Cameron Herausgeber von Shrinking Violet Press, einer Reihe von jeweils auf zehn Exemplare limitierten, handgefertigten und von Cameron selbst gestalteten Büchern mit Lyrik oder Prosa.

## Werke (Auswahl)
- One Way or Another, HarperCollins Publishers 1986. ISBN 978-0-06-091421-9 / Deutsche Übersetzung So oder anders, Diogenes 1989, ISBN 978-3-257-01815-8
- Leap Year, Harper and Row 1989. ISBN 978-0-06-016252-8 / Deutsche Übersetzung Schaltjahr, Diogenes 1991, ISBN 978-3-257-01873-8
- The Weekend, Picador 1994. ISBN 978-0-312-42870-9 / Deutsche Übersetzung Das Wochenende, Aufbau Verlag 1995. ISBN 978-3-7466-1500-4
- Andorra, Fourth Estate London 1997. ISBN 978-1857026337 / Deutsche Übersetzung Damals ist ein fernes Land, Aufbau Verlag 2000. ISBN 978-3-351-02831-2
- The City of Your Final Destination, HarperCollins Publishers 2002. ISBN 978-1-85702-973-4 / Deutsche Übersetzung Die Stadt am Ende der Zeit, Aufbau Verlag 2004. ISBN 978-3-7466-1502-8
- Someday This Pain Will Be Useful To You, Picador 2007. ISBN 978-0-312-42816-7 / Deutsche Übersetzung Du wirst schon noch sehen, wozu es gut ist, Albrecht Knaus Verlag 2008. ISBN 978-3-8135-0308-1
- Coral Glynn, Farrar, Straus and Giroux 2012. ISBN 978-0-374-29901-9 / Deutsche Übersetzung Die merkwürdige Ehe der Coral Glynn, Albrecht Knaus Verlag 2013, ISBN 978-3-8135-0477-4[3]
- What Happens at Night, Catapult 2020. ISBN 978-1-646-22078-6 / Deutsche Übersetzung Was geschieht in der Nacht, Liebeskind 2022, ISBN 978-3-95438-149-4

### Verfilmungen
- The Weekend, Film, 1999, unter der Regie von Brian Skeet, mit u. a. Gena Rowlands und Brooke Shields[4]
- The City of Your Final Destination, Film, 2009, unter der Regie von James Ivory, mit u. a. Omar Metwally, Anthony Hopkins und Charlotte Gainsbourg[5]
- Someday This Pain Will Be Useful to You, Film, 2011, unter der Regie von Roberto Faenza, mit u. a. Toby Regbo, Marcia Gay Harden und Peter Gallagher[6]